# Опресовування обладнання
Опресовування обладнання (рос. опрессовка оборудования; англ. pipe pressure test(ing); нім. Abdrücken n von Anlagen) — перевірка тиском міцності й непроникності труб. У процесі поточного ремонту проводять гідравлічне опресовування труб, фонтанної арматури, фланцевих з’єднин фонтанної арматури, колонної головки, сальників колонної головки, експлуатаційної колони, зварного шва обсадних колон, пакера, газліфтного устаткування разом з насосно-компресорними трубами (НКТ), сальникових ущільнень кабельного вводу. Насосно-компресорні труби опресовують як на помості, так і у свердловині. У свердловині може проводитись опресовування всієї колони труб або поінтервальне опресовування. Останнє проводять у процесі опускання колони НКТ у свердловину. 
Для О.о. використовують насосні агрегати типу УНІ-630х700 А (4АН-700), УНБ2-630, а для транспортування рідини, якщо це необхідно, — автоцистерни.